# Jesús Caldera Infante
Jesús Caldera Infante  es un político, abogado, académico y escritor venezolano, formado en el humanismo cristiano y excandidato presidencial de Venezuela por la Nueva Alianza Progresista (NAPO) en 2006.

## Biografía
Nació en 1966 en Santa Ana, Estado Trujillo, cuna de la diplomacia americana y el derecho humanitario internacional, Venezuela. Desde muy joven emprendió estudios y se graduó con honores de abogado en la Universidad de Los Andes (ULA). Es Magíster Scientiarum en Desarrollo Regional por la Universidad de Los Andes (Venezuela), título obtenido en el Núcleo Universitario Rafael Rangel, Trujillo, en 2004. Posteriormente obtuvo el título de Doctor en Derecho Constitucional por la Universidad Santo Tomás en Bogotá, Colombia y otro doctorado en Ciencias Jurídicas, Económicas y Sociales por la Universidad de Burgos en España. Además, realizó un postdoctorado en Estado, Políticas Públicas y Paz Social en la Universidad Rafael Belloso Chacín (URBE), Venezuela. También cuenta con especializaciones en Derecho Sustantivo y Contencioso Constitucional por la Pontificia Universidad Javeriana y en Derecho Procesal por la Universidad Católica Andrés Bello (UCAB), Venezuela.
Además de su labor en el sector público, Caldera Ynfante ha tenido una destacada carrera como abogado constitucionalista. Ha participado en casos ante el Tribunal Supremo de Justicia de Venezuela, incluyendo acciones en defensa de los derechos humanos, derechos de los trabajadores y protección integral de niños, niñas y adolescentes.
Se desempeñó como Juez en el Estado Trujillo y fue presidente del Consejo Bancario Nacional (CBN), institución que agrupa a los principales bancos del país. También ejerció como Presidente del Fondo de Garantía de Depósitos y Protección Bancaria (FOGADE) hasta 2005, y posteriormente como Secretario de Estado del gobierno del Estado Carabobo hasta principios de 2006.
Además de su labor en el sector público, Caldera Ynfante ha tenido una destacada carrera como abogado constitucionalista. Ha participado en casos ante el Tribunal Supremo de Justicia de Venezuela, incluyendo acciones en defensa de los derechos humanos, derechos de los trabajadores y protección integral de niños, niñas y adolescentes.
El 15 de agosto de 2006 se lanzó a la presidencia de la República con el apoyo de la Nueva Alianza Progresista (NAPO), con el lema Ni vuelta al pasado ni renuncia al cambio, "Chucho Presidente". Caldera Ynfante se retiró poco antes de las elecciones y decidió apoyar a Manuel Rosales.
En el ámbito académico, ha sido profesor de posgrado en instituciones como la Pontificia Universidad Javeriana, la Universidad Santo Tomás, la Universidad Libre y la Universidad La Gran Colombia en Colombia. Asimismo, ha impartido cátedra en la Universidad Autónoma de San Luis Potosí en México y en la Universidad de Burgos en España. Fue Director de Relaciones Internacionales de la Universidad Católica de Colombia, donde también fue docente investigador y formó parte del Grupo de Investigación "Persona, Instituciones y Exigencias de Justicia" (código COL0120899), clasificado en categoría A1 por Colciencias.
Ha sido miembro del Consejo Editorial de la editorial Torres del Paine (Chile) y asesor editorial internacional de las revistas "Utopía y Praxis Latinoamericana" y "Opción", ambas indexadas en SCOPUS.
También es miembro de la Asociación Colombiana de Derecho Procesal Constitucional, la Asociación Mundial de Justicia Constitucional, la Asociación Argentina de Justicia Constitucional, del Centro de Estudios Sociales y Jurídicos del Sur de Europa, y de la Red Latinoamericana de Derecho y Sociedad (RELADES).
Además, es cofundador y codirector de la Red Hispanoamericana de Derechos Humanos “Francisco de Vitoria”, una organización internacional dedicada a la promoción y defensa de los derechos humanos en Iberoamérica. Esta red está integrada por diversas instituciones académicas y organismos de derechos humanos de España y América Latina, incluyendo la Universidad de Burgos, la Universidad La Gran Colombia, la Universidad de Guadalajara, la Comisión Estatal de Derechos Humanos del Estado de Jalisco, la Personería de Bogotá y la Universidad del Alba. El lanzamiento oficial de la red se realizó en una ceremonia que contó con la participación de autoridades de las distintas entidades desde sus respectivos países.
Asimismo, es promotor y codirector del Posdoctorado en Derecho de la Universidad de Burgos, España, centrado en los desafíos del derecho y la sociedad en el siglo XXI.
Actualmente es asesor del rectorado y docente investigador en el Grupo de Investigaciones "Teoría del Derecho, de la Política y la Justicia" de la Universidad La Gran Colombia, donde desarrolla su investigación en temas de teoría del derecho, política y justicia, con especial enfoque en la biocracia y el Estado Cuidador.

## Obras publicadas
Jesús Caldera Ynfante es autor de diversos libros y artículos académicos, entre ellos:
- Construyamos la Nueva Venezuela (2018). ISBN 978-958-56391-1-9. Propuesta humanista para superar la crisis en Venezuela.[15]

- La Democracia Integral: Un Derecho Fundamental (2019). ISBN 978-958-48-3896-4. Análisis sobre la democracia como derecho humano, integrando aspectos civiles, políticos, económicos, sociales y culturales.[16]

- El Esequibo es venezolano: El litigio estratégico de Venezuela contra Guyana en la Corte Internacional de Justicia. Análisis sobre la disputa territorial entre Venezuela y Guyana, destacando argumentos jurídicos y estratégicos en defensa de la soberanía venezolana.[17]

- Sucre, pionero del Derecho Internacional Humanitario durante la gesta de emancipación grancolombiana. Análisis del papel de Antonio José de Sucre en la formación del Derecho Internacional Humanitario.[18]

- ¿Cuál deuda pagamos primero?: La financiera externa o la social interna. Ensayo sobre las prioridades entre la deuda externa y las necesidades sociales internas.[19]

- El origen del Derecho Internacional Humanitario: aportes de la Gran Colombia y el Reino de España a su configuración jurídica durante la Guerra de Independencia latinoamericana (1810-1830).[20]

- Perspectivas de la epistemología crítica: La cuestión fundamental acerca de una nueva ciencia (2022).[21]

- Dignidad humana y mínimo vital digital: El acceso a Internet como derecho fundamental (2022).[22]

- Volver a La Gran Colombia: Ideas sobre un Proyecto de Constitución Grancolombiana (2021).[23]

- Educación para la felicidad y su inclusión en las políticas públicas (2021).[24]

- El derecho humano fundamental al desarrollo sostenible: La agenda 2030 vista desde la dignidad humana y el enfoque basado en los derechos humanos (2022).[25]

- Theology of migrations: theoretical and normative foundations of its configuration (2023).[26]

- Lo justo y lo sublime: ética, derechos fundamentales y justicia premial. Interpretación Ius-filosófica desde Aristóteles (2023).[27]

- ¿Qué significa la justicia social? Una aproximación desde la dignidad humana y los derechos fundamentales (2023).[28]

- Biocracia y derecho fundamental al nuevo orden mundial en la postpandemia COVID-19 (2020). Análisis sobre el concepto de biocracia como poder político centrado en la protección de la vida y su relación con el derecho fundamental a un nuevo orden mundial, en el contexto de la postpandemia.[29]

- La deportación y el desplazamiento forzado de población como delitos de lesa humanidad atribuibles al presidente Donald Trump (2025). Análisis jurídico sobre la revocación del Estatus de Protección Temporal (TPS) a más de 347 mil venezolanos en Estados Unidos, argumentando que constituye un crimen de lesa humanidad por deportación y desplazamiento forzado masivo.[30]